# NSUCRYPTO

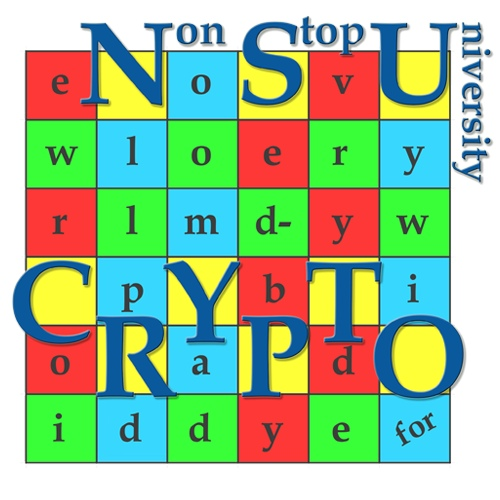
Логотип олимпиады

Международная олимпиада по криптографии Non-Stop University CRYPTO (принято сокращение NSUCRYPTO) — единственная международная олимпиада по криптографии для студентов, школьников и профессионалов.
Олимпиада NSUCRYPTO является крупнейшей международной олимпиадой, в которой уже приняли участие тысячи студентов, школьников и профессионалов из более чем 50 стран мира. Олимпиада является единственной международной олимпиадой по криптографии, предлагающей участникам как любопытные криптографические задачи, так и открытые проблемы в данной области.
В 2025 году Олимпиада пройдёт с 12 по 20 октября.

## История
В ноябре 2014 года прошла Первая Сибирская студенческая олимпиада по криптографии с международным участием — NSUCRYPTO’2014.
Целью олимпиады является вовлечение студентов и молодых исследователей в решение любопытных и сложных научных проблем современной криптографии.
С самого начала концепция олимпиады заключалась не в том, чтобы сосредоточиться на решении олимпиадных задач, а во включении нерешенных исследовательских проблем на стыке математики и криптографии. В первых десяти олимпиадах NSUCRYPTO (2014—2023) приняли участие более 3000 участников из более чем 50 стран.
NSUCRYPTO является единственной международной олимпиадой по криптографии для студентов, школьников и профессионалов. По итогам каждой олимпиады публикуются научные статьи с разбором решений, предложенных участникам, в том числе — нерешённых, требующих отдельного научного исследования. Победители и призёры олимпиады награждаются ценными призами (ноутбуки, видеокамеры, планшеты и пр.), организуется доставка призов и дипломов иностранным участникам.
Олимпиада является единственной от Российской Федерации (и одной из семнадцати по всему миру), которые учитываются в рейтинге вузов при анализе побед студентов в международных олимпиадах по разным областям науки согласно рейтингу Ассоциации составителей рейтингов при поддержке Российского Союза ректоров. Олимпиада также входит в список международных олимпиад, число студентов-призёров на которых влияет на вхождение вуза в рейтинг лучших вузов России RAEX-100. Успешное участие в олимпиаде является серьезным личным достижением участника.

## Организаторы
В 2023 году организаторами олимпиады выступили Криптографический Центр (Новосибирск), Новосибирский государственный университет, Международный Математический Центр в Академгородке, Северо-Западный центр математических исследований имени Софьи Ковалевской, Университет г. Лёвена (Бельгия), Южный федеральный университет, Белорусский государственный университет, Томский государственный университет, , «Демлабс».
Партнерами выступили компании «Криптонит» и «Актив».
Программный комитет:
- Сергей Агиевич (Белорусский государственный университет, Республика Беларусь),
- Sugata Gangopadhyay (Indian Institute of Technology Roorkee, Индия),
- Анастасия Городилова (Новосибирский Государственный Университет, Россия) со-председатель,
- Валерия Идрисова (Криптографический центр (Новосибирск), Россия),
- Евгения Ищукова (Южный федеральный университет, Россия)
- Константин Калгин (Новосибирский Государственный Университет, Россия),
- Денис Колегов (Томский государственный университет, Россия),
- Николай Коломеец (Новосибирский Государственный Университет, Россия),
- Алиса Коренева (Код безопасности, Финансовый университет при Правительстве Российской Федерации, Россия),
- Александр Куценко (Новосибирский Государственный Университет, Россия),
- Сергей Кяжин (КриптоПро, Россия),
- Екатерина Малыгина (Балтийский федеральный университет имени Иммануила Канта, Россия),
- Santu Pal (National Institute of Science Education and Research, Индия),
- Ирина Панкратова (Томский государственный университет, Россия),
- Bart Preneel (Лёвенский католический университет, Бельгия),
- Марина Пудовкина (Национальный исследовательский ядерный университет «МИФИ»,  Россия),
- Razvan Rosie (Люксембургский университет, Люксембург),
- Василий Шишкин (Криптонит, Россия)
- Francesco Sica (Назарбаев Университет, Казахстан),
- Наталья Токарева (Новосибирский Государственный Университет, Россия),
- Meltem Turan (Национальный институт стандартов и технологий, США),
- Алексей Удовенко (University of Luxembourg, Люксембург),
- Олег Заикин (Институт динамики систем и теории управления им. В.М. Матросова СО РАН, Россия)
- Андрей Зубков (Математический институт имени В. А. Стеклова РАН, Россия).

Председатель комитета Наталья Токарева (Новосибирский Государственный Университет, Россия).

## Правила

### Раунды олимпиады
Участникам предлагаются теоретические задачи по математике и криптографии.
В олимпиаде два независимых онлайн-раунда. Первый тур, продолжительностью 4 часа 30 минут, индивидуален и состоит из двух секций: A (для школьников) и B (для студентов и любителей-профессионалов). Второй тур, продолжительностью в 1 неделю, командный, и посвящен исследовательским теоретическим и практическим задачам криптографии, решаемых в командах до трех человек. Второй тур является общим для всех участников.
Для участия в олимпиаде необходимо зарегистрироваться на сайте. Участвовать могут все желающие, нет никаких ограничений по возрасту, стране или статусу участников.  При регистрации каждый участник выбирает соответствующую категорию: «школьник» (для младших исследователей), «студент» (для участников, которые в настоящее время учатся в университетах) или «профессионал» (для участников, которые уже закончили образование, или просто хотят попасть в категорию лиц без ограничений). Для каждой категории предусмотрены особые призы, победители и призёры награждаются дипломами.
Если участник является учеником, то ему следует выбрать категорию «школьник» при регистрации, так как там могут быть более высокие шансы на победу в ней.

### Язык олимпиады
Все задачи приведены на английском языке. Решения принимаются только на английском языке.

### Формат решений
Решения принимаются в любом электронном формате (pdf, jpg, txt, rtf, docx, tex и т. д.). Например, участник может написать свои решения на бумаге и прислать картинку хорошего качества. Файлы с решениями и всеми необходимыми деталями отправляются через личный кабинет на сайте олимпиады.

### Призы
Есть несколько категорий призов:
- для школьников — победители секции A первого тура;
- для студентов вузов — победители секции B первого тура;
- для участников категории «профессионал» — победители секции B первого тура;
- для участников (по каждой категории отдельно) — победители второго тура;
- специальные призы от Программного комитета, если предложено правильное решение проблемы, помеченной как нерешенная.

## Победители
Победителями с 2014 года становились:

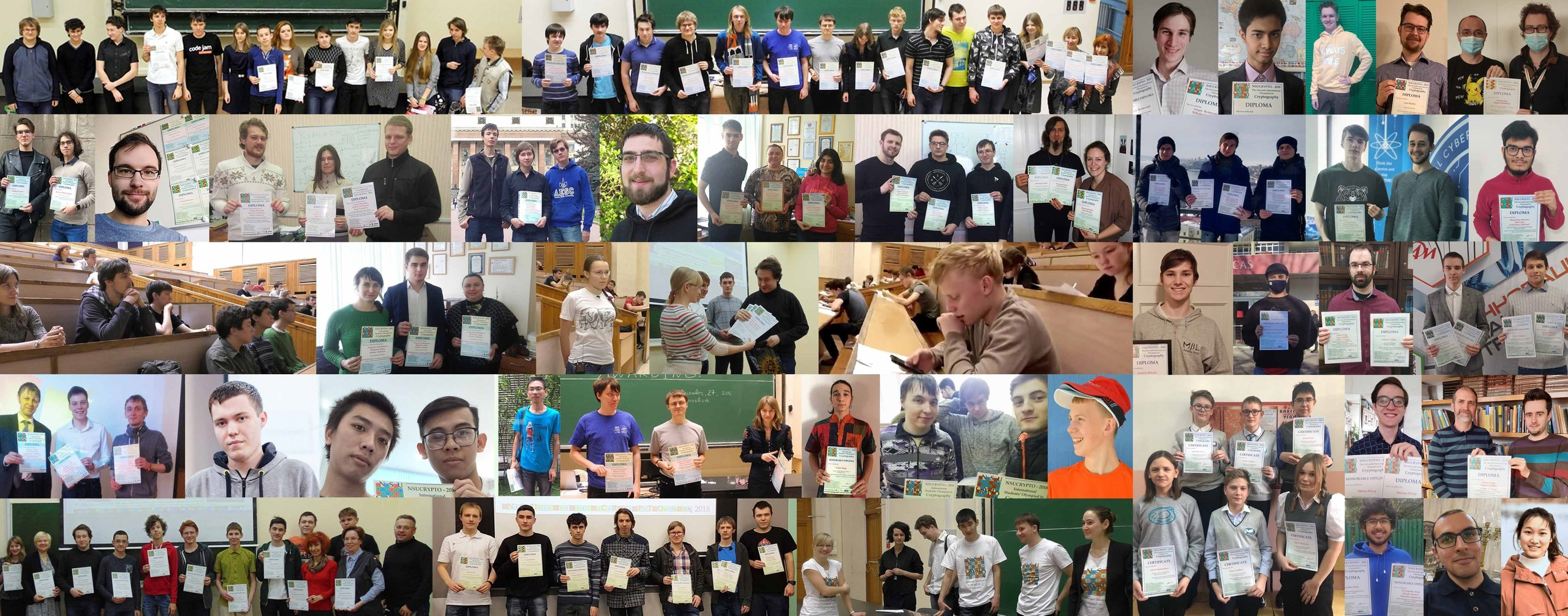
Победители и призёры прошлых лет

| Год  | Имя                    | Страна         | Город            | Школа                         |
| ---- | ---------------------- | -------------- | ---------------- | ----------------------------- |
| 2014 | Alexander Dorokhin     | Russia         | Novosibirsk      | Lyceum 159                    |
| 2015 | Vladimir Schavelev     | Russia         | Novosibirsk      | Gymnasium 6                   |
| 2016 | Alexander Grebennikov  | Russia         | Saint Petersburg | Lyceum 239                    |
| 2017 | Alexander Grebennikov  | Russia         | Saint Petersburg | Lyceum 239                    |
| 2017 | Ivan Baksheev          | Russia         | Novosibirsk      | Gymnasium 6                   |
| 2018 | Borislav Kirilov       | Bulgaria       | Sofia            | FPMG                          |
| 2018 | Alexey Lvov            | Russia         | Novosibirsk      | Gymnasium 6                   |
| 2018 | Razvan Andrei Draghici | Romania        | Craiova          | Fratii Buzesti                |
| 2019 | Alexey Lvov            | Russia         | Novosibirsk      | Gymnasium 6                   |
| 2019 | Borislav Kirilov       | Bulgaria       | Sofia            | FPMG                          |
| 2020 | Nilabha Saha           | India          | Bengaluru        | Oxford Independent PU College |
| 2021 | William Zhang          | United Kingdom | Belfast          | Methodist College Belfast     |
| 2022 | William Zhang          | United Kingdom | Belfast          | Methodist College Belfast     |
| 2023 | Xi Nan Shu             | United Kingdom | Liverpool        | Liverpool Blue Coat School    |

| Год  | Имя                     | Страна         | Город            | Университет                          |
| ---- | ----------------------- | -------------- | ---------------- | ------------------------------------ |
| 2014 | George Beloshapko       | Russia         | Novosibirsk      | NSU                                  |
| 2015 | Peter Razumovsky        | Russia         | Saratov          | SSU                                  |
| 2016 | Robert Spencer          | South Africa   | Cape Town        | Cambridge University                 |
| 2016 | Henning Seidler         | Germany        | Berlin           | TU Berlin                            |
| 2017 | Roman Lebedev           | Russia         | Novosibirsk      | NSU                                  |
| 2018 | Maxim Plushkin          | Russia         | Moscow           | MSU                                  |
| 2019 | Maxim Plushkin          | Russia         | Moscow           | MSU                                  |
| 2019 | Mikhail Kudinov         | Russia         | Moscow           | BMSTU                                |
| 2020 | Artur Puzio             | Poland         | Warsaw           | Royal Holloway, University of London |
| 2020 | Loke Gustafsson         | Sweden         | Göteborg         | Chalmers                             |
| 2020 | Jonathan Komada Eriksen | Norway         | Trondheim        | NTNU                                 |
| 2020 | Fredrik Ekholm          | United Kingdom | Cambridge        | Cambridge University                 |
| 2021 | Fredrik Ekholm          | United Kingdom | Cambridge        | Cambridge University                 |
| 2022 | Nilabha Saha            | India          | Mumbai           | IIT Bombay                           |
| 2022 | Alexey Lvov             | Russia         | Saint Petersburg | SPBU                                 |
| 2023 | Dmitry Evsyukov         | Russia         | Moscow           | MEPhI                                |

| Год  | Имя                 | Страна     | Город            | Организация                                |
| ---- | ------------------- | ---------- | ---------------- | ------------------------------------------ |
| 2014 | Alexey Udovenko     | Russia     | Saint Petersburg |                                            |
| 2015 | Renzhang Liu        | China      | Beijing          | Academy of Mathematics and Systems Science |
| 2016 | Alexey Udovenko     | Luxembourg | Luxembourg       | University of Luxembourg                   |
| 2017 | Alexey Udovenko     | Luxembourg | Luxembourg       | University of Luxembourg                   |
| 2018 | Alexey Udovenko     | Luxembourg | Luxembourg       | University of Luxembourg                   |
| 2019 | Henning Seidler     | Germany    | Berlin           | TU Berlin                                  |
| 2020 | Harry Lee           | Hong Kong  | Hong Kong        | Black Bauhinia                             |
| 2021 | Samuel Tang         | Hong Kong  | Hong Kong        | Black Bauhinia                             |
| 2022 | George Teseleanu    | Romania    | Bucharest        | IMAR                                       |
| 2023 | Victoria Vysotskaya | Russia     | Moscow           | JSRPC Kryptonite                           |
| 2023 | Ivan Ioganson       | Russia     | Saint Petersburg | ITMO University                            |

| Год  | Имя                                       | Страна    | Город         | Школа               |
| ---- | ----------------------------------------- | --------- | ------------- | ------------------- |
| 2014 | Stepan Derevyanchenko Elizaveta Klochkova | Russia    | Novosibirsk   | SESC NSU            |
| 2023 | Dmitry Titov                              | Russia    | Yekaterinburg | School № 65         |
| 2023 | Riley Haswell Rainier Wu Max Judd         | Australia | Perth         | Perth Modern School |

| Год  | Имя                                                      | Страна  | Город       | Университет                                                                                                 |
| ---- | -------------------------------------------------------- | ------- | ----------- | --- |
| 2014 | George Beloshapko Anna Taranenko Evarist Fomenko         | Russia  | Novosibirsk | NSU |
| 2014 | Pavel Hvoryh Vladimir Laptev                             | Russia  | Omsk        | OmSTU |
| 2015 | Nikita Odinokih Saveliy Skresanov Alexey Miloserdov      | Russia  | Novosibirsk | NSU |
| 2016 | Ivan Lozinskiy Alexey Solovev Maxim Plushkin             | Russia  | Moscow      | MSU |
| 2017 | Roman Lebedev Vladimir Sitnov Ilia Koriakin              | Russia  | Novosibirsk | NSU |
| 2018 | Maxim Plushkin                                           | Russia  | Moscow      | MSU |
| 2019 | Alexey Zelenetskiy Mikhail Kudinov Denis Nabokov         | Russia  | Moscow      | BMSTU |
| 2020 | Mikhail Kudinov Alexey Zelenetskiy Denis Nabokov         | Russia  | Moscow      | BMSTU |
| 2020 | Gongyu Shi Xinzhou Wang Yu-hang Jii                      | China   | Shanghai    | Shanghai Jiao Tong University                                                                               |
| 2020 | Himanshu Sheoran Sahil Jain Tirthankar Adhikari          | India   | Mumbai      | IIT Bombay                                                                                                  |
| 2020 | Weidan Ji Wenwen Xia Zhang Hongyi                        | China   | Shanghai    | Shandong University Xidian University Shanghai Jiao Tong University                                         |
| 2021 | Gongyu Shi Ruoyi Kong Haoxiang Jin                       | China   | Shanghai    | Shanghai Jiao Tong University                                                                               |
| 2021 | Kirill Antonov Dmitry Zakharov Alexandr Eremin           | Russia  | Moscow      | MEPhI |
| 2022 | Alexander Bakharev Rinchin Zapanov Denis Bykov           | Russia  | Novosibirsk | NSU |
| 2022 | Gabriel Tulba-Lecu Ioan Dragomir Mircea-Costin Preoteasa | Romania | Bucharest   | Polytechnic University of Bucharest Technical University of Cluj-Napoca Polytechnic University of Bucharest |
| 2023 | Rinchin Zapanov Alexander Bakharev Sergei Zinchenko      | Russia  | Novosibirsk | NSU |

| Год  | Имя                                              | Страна     | Город         | Организация                                                               |
| ---- | ------------------------------------------------ | ---------- | ------------- | ------------------------------------------------------------------------- |
| 2014 | Ren Zhang Atul atulluykx                         | Belgium    | Leuven        | KU Leuven                                                                 |
| 2015 | Alexey Udovenko                                  | Luxembourg | Luxembourg    | University of Luxembourg                                                  |
| 2016 | Alexey Udovenko                                  | Luxembourg | Luxembourg    | University of Luxembourg                                                  |
| 2017 | Alexey Udovenko                                  | Luxembourg | Luxembourg    | University of Luxembourg                                                  |
| 2018 | Alexey Udovenko                                  | Luxembourg | Luxembourg    | University of Luxembourg                                                  |
| 2019 | Irina Slonkina Mikhail Sorokin Vladimir Bobrov   | Russia     | Moscow        | MEPhI                                                                     |
| 2019 | Kristina Geut Sergey Titov Dmitry Ananichev      | Russia     | Yekaterinburg | USURT URFU                                                                |
| 2020 | Jeremy Jean Hugues Randriam                      | France     | Paris         | ANSSI                                                                     |
| 2020 | Gábor Nagy Lajos Győrffy Gábor V. Nagy           | Hungary    | Budapest      | Budapest University of Technology SZTE                                    |
| 2021 | Himanshu Sheoran Yo Iida Pranshu Kumar           | India      | Mumbai        | VMware                                                                    |
| 2021 | Gabor Peter Nagy Gabor V. Nagy Miklos Maroti     | Hungary    | Budapest      | Budapest University of Technology SZTE                                    |
| 2021 | Carl Londahl                                     | Sweden     | Karlskrona    | TrueSec AB                                                                |
| 2021 | Maxim Plyushkin                                  | Russia     | Moscow        |                                                                           |
| 2021 | Irina Slonkina                                   | Russia     | Moscow        | MEPhI                                                                     |
| 2021 | Kristina Geut Dmitry Ananichev Sergey Titov      | Russia     | Yekaterinburg | USURT URFU                                                                |
| 2021 | Robin Jadoul Jack Pope Esrever Yu                | Belgium    | Beveren       | KU Leuven NCC Group                                                       |
| 2021 | Mikhail Kudinov Denis Nabokov Alexey Zelenetskiy | Russia     | Moscow        | Eindhoven University of Technology Lund University Russian Quantum Center |
| 2022 | Himanshu Sheoran Gyumin Roh Yo Iida              | India      | Mumbai        | VMware SNU PFN                                                            |
| 2022 | Robin Jadoul Esrever Yu Jack Pope                | Belgium    | Leuven        | KU Leuven NCC Group                                                       |
| 2023 | Robin Jadoul Jack Pope Esrever Yu                | Belgium    | Leuven        | KU Leuven NCC Group                                                       |

## Интересные факты
- Ежегодно на олимпиаде предлагается от 15 до 20 задач,
- Традиционно, более 95% всех участников – в возрасте до 39 лет,
- В 2021 году олимпиада была посвящена 100-летию Криптографической службы Российской Федерации.